# Football Wives
Football Wives is een 42 minuten durende pilotaflevering voor een Amerikaanse dramaserie uit 2007. Regisseur Bryan Singer lokte hiermee geen geïnteresseerden om de productie uit te bouwen tot een televisieserie, waardoor het bij één aflevering bleef. Het verhaal hiervan is gebaseerd op de Britse serie Footballers' Wives. In Football Wives draait het alleen niet om echtgenotes van voetballers, maar om die van Americanfootballspelers uit het fictieve NFL-team Orlando Stingrays. Donna Reynolds (Kiele Sanchez) komt het milieu als nieuwkomer binnen.

## Cast
- Gabrielle Union - Chardonnay Lane
- Brian J. White - Kyle Jameson
- Lucy Lawless - Tanya Austin
- Kiele Sanchez - Donna Reynolds
- Eddie Cibrian - Jason Austin
- Ving Rhames - Frank Wallingford
- James Van Der Beek - Brian Reynolds
- Arielle Kebbel - Nicole Holt
- Holly Robinson-Peete - Jackie Jameson